# 김학진
김학진(金鶴鎭, 1838년 양력 4월 3일 ~ 1917년 양력 12월 13일)은 조선 말기의 관료이며 일제강점기에 조선귀족 작위를 받았다. 아호는 후몽(後夢)이며 본관은 (신)안동이다.

## 생애
순조 대부터 철종 대의 집권 세력이던 안동 김씨 가문에서 태어났다. 할아버지가 이조판서를 지낸 김교근이며, 아버지인 김병교는 안동 김씨를 몰아낸 흥선대원군도 배척하지 않고 이조판서로 중용한 인물이었다.
1871년 과거에 급제하여 관료로 근무했다.
1894년 형조판서와 공조판서를 지냈고, 같은 해 동학농민운동이 일어났을 때 김문현의 후임으로 전라도 감영의 감사로 임명되었다. 농민들의 원성을 듣고 있던 김문현을 대신해 회유책으로 김학진을 후임에 임명한 것으로 미루어, 당시 척화파 관료 중 신망이 높았던 것으로 추정되고 있다. 김학진은 유화 정책을 써서 '폐정개혁 12개 조항'에 합의하고 농민군과 관군 사이에는 화약이 맺어졌다.
1905년 을사조약 체결 무렵에는 최익현을 옹호하는 상소를 비롯해 반일 상소를 제출하는 등 수구파로서의 면모를 보였다. 이 때문에 일본 헌병에게 체포되어 구금된 일도 있었다.
1906년 홍문관 태학사에 임명되었으며, 1910년 한일 병합 조약이 체결되었을 때는 저항하지 않고 일본 정부로부터 남작 작위를 받았다. 김학진의 작위는 아들 김덕한이 습작했다.
2002년 발표된 친일파 708인 명단과 2008년 민족문제연구소에서 친일인명사전에 수록하기 위해 정리한 친일인명사전 수록예정자 명단에 선정되었다. 2006년 친일반민족행위진상규명위원회가 발표한 일제강점기 초기의 친일반민족행위 106인 명단에도 포함되어 있다.

## 가족 관계
- 고조부 : 김태순(金泰淳)
  - 증조부 : 김교근(金敎根)
    - 할아버지 : 김병교(金炳喬)
      - 아버지 : 김명균(金命均)

- 정부인 : 증 정경부인 서씨(贈 貞敬夫人 徐氏 1836년 ~ 1860년) : 대구 서씨
- 계부인 : 증 정경부인 이씨(贈 貞敬夫人 李氏 1843년 ~ 1881년) : 전주 이씨
  - 아들 : 김덕한(金德漢, 1874년 ~ 1946년 12월 17일)

## 같이 보기
- 동학농민운동

## 참고자료
- 친일반민족행위진상규명위원회 (2006년 12월). 〈김학진〉 (PDF). 《2006년도 조사보고서 II - 친일반민족행위결정이유서》. 서울. 217~229쪽쪽. 발간등록번호 11-1560010-0000002-10. 2007년 10월 8일에 원본 문서 (PDF)에서 보존된 문서. 2007년 6월 18일에 확인함.